# Ugljikova skupina
| Z   | Element  | N0 elektrona po ljuskama              |
| --- | -------- | ------------------------------------- |
| 6   | ugljik   | 2, 4                                  |
| 14  | silicij  | 2, 8, 4                               |
| 32  | germanij | 2, 8, 18, 4                           |
| 50  | kositar  | 2, 8, 18, 18, 4                       |
| 82  | olovo    | 2, 8, 18, 32, 18, 4                   |
| 114 | flerovij | 2, 8, 18, 32, 32, 18, 4 (predviđanje) |

Ugljikova skupina sadrži elemente 14. skupine periodnog sustava elemenata: ugljik, silicij, germanij, kositar, olovo i flerovij.
Skupina je po IUPAC-u pod brojem 14, no često se može naći i pod nazivima skupina IV, upravo zbog činjenice da su svi elementi ove skupine četverovalentni, jer imaju po četiri elektrona u vanjskoj ljusci, pa im nedostaje još četiri do pravila okteta.

## Svojstva
Zbog slične elektronske konfiguracije i četverovalentnosti svih elemenata ove skupine, moguće je predvidjeti uzorke u njihovim svojstvima.

### Kemijska svojstva
Svi elementi ove skupine imaju četiri valentna elektrona. Posljednja orbitala svih elemenata je p2 orbitala. Što je atom veći, to je vjerojatnije da će donirati elektron. Isključivo ugljik stvara negativne, karbidne (C4−) ione. Silicij i germanij, oboje polumetali, stvaraju +4 ione. Kositar i olovo su oboje metali, pa stvaraju +2 ione. Poluživot flerovija je svega nekoliko milisekundi.

#### Ugljik
Ugljik stvara tetrahalide postupkom halogeniranja, uz prisutstvo halogenih elemenata. Ugljik također stvara tri stabilna oksida: ugljikov(II) oksid CO, ugljikov suboksid C3O2 te ugljikov(IV) oksid CO2, i jedan anhidrid, C12O9, empirijske formule C4O3. Također s manje elekronegativnim metalima stvara karbide, te ugljikov disulfid CS2 i diselenid CSe2.

#### Silicij
Silicij stvara dva hidrida: SiH4 i Si2H6. Stvara tetrahalide s fluorom (SiF4), klorom (SiCl4) i jodom (SiI4). Također stvara silicijev dioksid SiO2, silicijev disulfid SiS2 i silicijev nitrid Si3N4.